# Panao
Panao es una ciudad peruana, capital del distrito homónimo y de la provincia de Pachitea, ubicada en el departamento de Huánuco. Está situada en el margen derecho del río Huallaga.  Tenía una población de 3710 personas en 2007.

## Clima
| Parámetros climáticos promedio de Panao | Parámetros climáticos promedio de Panao | Parámetros climáticos promedio de Panao | Parámetros climáticos promedio de Panao | Parámetros climáticos promedio de Panao | Parámetros climáticos promedio de Panao | Parámetros climáticos promedio de Panao | Parámetros climáticos promedio de Panao | Parámetros climáticos promedio de Panao | Parámetros climáticos promedio de Panao | Parámetros climáticos promedio de Panao | Parámetros climáticos promedio de Panao | Parámetros climáticos promedio de Panao | Parámetros climáticos promedio de Panao |
| Mes                                     | Ene.                                    | Feb.                                    | Mar.                                    | Abr.                                    | May.                                    | Jun.                                    | Jul.                                    | Ago.                                    | Sep.                                    | Oct.                                    | Nov.                                    | Dic.                                    | Anual                                   |
| --------------------------------------- | --------------------------------------- | --------------------------------------- | --------------------------------------- | --------------------------------------- | --------------------------------------- | --------------------------------------- | --------------------------------------- | --------------------------------------- | --------------------------------------- | --------------------------------------- | --------------------------------------- | --------------------------------------- | --------------------------------------- |
| Temp. máx. media (°C)                   | 32                                      | 31                                      | 31                                      | 32                                      | 32                                      | 31                                      | 31                                      | 32.5                                    | 33                                      | 32                                      | 32                                      | 32                                      | 31.8                                    |
| Temp. mín. media (°C)                   | 22                                      | 22                                      | 22                                      | 22                                      | 21.5                                    | 20                                      | 19                                      | 20                                      | 21                                      | 22                                      | 22                                      | 22                                      | 21.3                                    |
| Precipitación total (mm)                | 389                                     | 209                                     | 118                                     | 50                                      | 155                                     | 100                                     | 2                                       | 14                                      | 103                                     | 122                                     | 488                                     | 119                                     | 1869                                    |
| Fuente: Accuweather                     |                                         |                                         |                                         |                                         |                                         |                                         |                                         |                                         |                                         |                                         |                                         |                                         |                                         |